# 和平與平等民主陣線
和平與平等民主陣線（希伯來語：החזית הדמוקרטית לשלום ולשוויון），简称哈达什（חד"ש，在希伯來語中的意思是“新”；，Aljabha），是以色列的一个左翼政党联盟（拥有注册政党地位）。哈达什由以色列共產黨、“黑豹”党和其他左翼小黨組成，並曾先後與阿拉伯裔人士組成的政黨阿拉伯復興運動、全国民主联盟合作共同推出议会选举候選人名單。

## 政治主张和意識形態
哈达什反對建立猶太屯墾區，希望那些自六日戰爭後在巴勒斯坦自治區境內屯墾定居的猶太社區撤離，該聯盟也支持巴勒斯坦難民擁有回到巴勒斯坦的權利。除了強烈支持阿拉伯裔的人權之外，他們對於社會和環境議題也同樣關注。
該聯盟定義自身為非錫安主義政黨，主張以馬克思主義取代民族主義。

## 历任领袖
- 梅尔·维尔纳，主席（1976年—1992年）
- 陶菲克·齐亚德（英语：Tawfiq Ziad），主席（1992年—1994年）
- 萨利赫·萨利姆（英语：Saleh Saleem），主席（1996年—1999年）
- 陶菲克·图比，秘书长（1989年—1993年）[2]
- 穆罕默德·巴拉卡（英语：Mohammad Barakeh），秘书长（1993年—1999年），主席（1999年—2015年）
- 艾曼·奥达，秘书长（2006年至今），主席（2015年至今）